# Thomsonista antonkozlovi
Thomsonista antonkozlovi – gatunek chrząszcza z rodziny kózkowatych i podrodziny zgrzypikowych. Jedyny przedstawiciel rodzaju Thomsonista.

## Zasięg występowania
Gatunek ten występuje w Kolumbii.